# Felipe Araya
Felipe Matías Araya Urrutia " Rompe redes dentro y fuera “Padre Hurtado, Chile, 8 de junio de 1991) es un futbolista chileno. Juega de delantero. 

## Clubes
| Club                       | País  | Año       |
| -------------------------- | ----- | --------- |
| Cobresal                   | Chile | 2010-2012 |
| Coquimbo Unido             | Chile | 2013      |
| Deportes Linares           | Chile | 2014      |
| Curicó Unido               | Chile | 2014-2016 |
| Independiente de Cauquenes | Chile | 2016-2017 |
| Deportes Melipilla         | Chile | 2017-2019 |